# Cantón de Villars-les-Dombes
El cantón de Villars-les-Dombes (en francés canton de Villars-les-Dombes) es una circunscripción electoral francesa situada en el departamento de Ain, de la región de Auvernia-Ródano-Alpes. La cabecera (bureau centralisateur en francés) está en Villars-les-Dombes.

## Historia
Al aplicar el decreto nº 2014-147 del 13 de febrero de 2014 sufrió una redistribución comunal con cambios en los límites territoriales y en el número de comunas, pasando éstas de 10 a 25.
Con la aplicación de dicho decreto, que entró en vigor el 2 de abril de 2015, después de las primeras elecciones departamentales posteriores a la publicación de dicho decreto, los cantones de Ain pasaron de 43 a 23.

## Composición hasta 2015
El cantón estaba formado por diez comunas:
- Birieux
- Bouligneux
- La Chapelle-du-Châtelard
- Lapeyrouse
- Marlieux
- Monthieux
- Saint-Germain-sur-Renon
- Saint-Marcel
- Saint-Paul-de-Varax
- Villars-les-Dombes

## Composición actual
- Ambérieux-en-Dombes
- Ars-sur-Formans
- Baneins
- Birieux
- Bouligneux
- Chaleins
- Chaneins
- Civrieux
- Fareins
- Francheleins
- Lapeyrouse
- Lurcy
- Messimy-sur-Saône
- Mionnay
- Monthieux
- Rancé
- Relevant
- Saint-André-de-Corcy
- Saint-Jean-de-Thurigneux
- Saint-Marcel
- Saint-Trivier-sur-Moignans
- Sainte-Olive
- Savigneux
- Villeneuve